# Suzanne Madden
Suzanne C. Madden est une astrophysicienne américaine. Elle a dirigé un des programmes du satellite Herschel et a reçu le prix d'astronomie Annie J. Cannon.

## Carrière
Madden notamment étudié les galaxies naines et leur contenu gazeux. Elle a dirigé des programmes avec les télescopes infrarouge spatiaux ISO, Spitzer et Herschel, et avec des télescopes montés à bord d’avions. Elle a dirigé le programme du satellite Herschel consacré à la cartographie de la poussière et du gaz dans l'univers local. 
Elle travaille au Département d'Astrophysique de l'Institut de recherche sur les lois fondamentales de l'univers (IRFU) en France depuis 1996.
Suzanne Madden est la principale investigatrice d'IMEGIN (Interpreting the Millimetre EMission of Galaxies).

## Publications
Madden a participé à la publication de plus de 200 articles dont :
- The Photodetector Array Camera and Spectrometer (PACS) on the Herschel Space Observatory, Poglitsch, A., Madden S. et al., Astronomy and Astrophysics, Volume 518, id.L2, 12 pp., Juillet 2010, doi:10.1051/0004-6361/201014535
- Planck pre-launch status: The Planck mission, Tauber, J. A., Madden S. et al., Astronomy and Astrophysics, Volume 520, id.A1, 22 pp., Septembre 2010, doi: 10.1051/0004-6361/200912983
- Sub-Femto-g Free Fall for Space-Based Gravitational Wave Observatories: LISA Pathfinder Results, Armano, M., Madden S. et al., Physical Review Letters, Volume 116, Issue 23, id.231101, June 2016, doi: 10.1103/PhysRevLett.116.231101

## Prix et récompenses
1995 - Prix d'astronomie Annie J. Cannon
2017 - Grand prix scientifique franco-taïwanais, décerné par l'Institut de France, conjointement avec Francisca Kemper de l’Institute of Astronomy and Astrophysics de l’Academia Sinica pour leurs recherches sur les relations entre les gaz et poussières interstellaires et l’activité de formation des étoiles dans les Nuages de Magellan.